# 庭田嗣子
庭田嗣子（文政三年（1820年） - 慶應三年（1867年）11月9日），為日本江戶時代的仁孝天皇的女官，官職為典侍。女官名新典侍、宰相典侍。

## 出身
父親為任官權大納言的庭田重能。生母是大炊御門家孝之女。有兩名兄長：繼承庭田家的庭田重基，以及出繼五辻家的五辻高仲。

## 生平
庭田嗣子於天保五年（1834年）進入後宮任職，於天保七年（1836年）獲仁孝天皇敕封為典侍。弘化三年（1846年）仁孝天皇駕崩後，庭田嗣子本想就此退職，但不被繼任的孝明天皇允許，於是庭田嗣子續留後宮，負責指導後宮諸事。
萬延元年（1860年），孝明天皇之妹--和宮親子內親王確定將降嫁予德川幕府第十四代將軍德川家茂。在和宮前往江戶之前，庭田嗣子奉命與和宮生母觀行院及一批同樣來自宮中的女官，陪同和宮前往江戶城大奧。庭田嗣子隨同和宮降嫁後，與觀行院一同，為和宮在大奧的生活出力甚多，並與和宮、觀行院等人一同為了堅持在大奧繼續以宮中風俗習慣（御所風）來生活，與大奧中的本壽院、天璋院、實成院及大奧總管瀧山之間有很大的摩擦。而和宮生母觀行院在慶應元年（1865年）因腳氣病於大奧病逝後，庭田嗣子繼續在大奧服侍和宮，終身都為了和宮盡心盡力。
慶應三年（1867年），庭田嗣子於江戶城大奧逝世，享年47歲。去世後的戒名為清實院殿忠香妙蓮嗣香大姉。葬於京都市黒谷町的金戒光明寺龍光院。朝廷追贈正五位下的位階。

## 影視形象
- 和宮樣御留（1981年，飾演者：園佳也子）
- 大奥（1983年，飾演者：川口敦子）
- 天璋院篤姫（1985年，飾演者：南風洋子）
- 和宮様御留（1991年，飾演者：冨士眞奈美）
- 篤姫（NHK2008年大河劇，飾演者：中村メイコ）